# Petrovice (Osek)
Petrovice jsou malá vesnice, část obce Osek v okrese Strakonice v Jihočeském kraji. Nachází se asi 1,5 kilometru severovýchodně od Oseka. Je zde evidováno 18 adres. V roce 2011 zde trvale žilo 39 obyvatel.
Petrovice leží v katastrálním území Petrovice u Oseka o rozloze 1,97 km².

## Historie
První písemná zmínka o vesnici pochází z roku 1342.

## Obyvatelstvo
| Rok            | 1869 | 1880 | 1890 | 1900 | 1910 | 1921 | 1930 | 1950 | 1961 | 1970 | 1980 | 1991 | 2001 | 2011 | 2021 |
| -------------- | ---- | ---- | ---- | ---- | ---- | ---- | ---- | ---- | ---- | ---- | ---- | ---- | ---- | ---- | ---- |
| Počet obyvatel | 118  | 134  | 126  | 109  | 116  | 127  | 120  | 79   | 77   | 53   | 46   | 34   | 40   | 39   | 40   |
| Počet domů     | 28   | 21   | 21   | 21   | 21   | 21   | 22   | 23   | 23   | 14   | 13   | 15   | 16   | 16   | 16   |

## Obecní správa
Při sčítání lidu v letech 1850–1889 Petrovice byly osadou městyse Radomyšl v okrese Strakonice. V letech 1890–1959 byly samostatnou obcí v okrese Strakonice. Od roku 1960 jsou částí obce Osek v okrese Strakonice.

## Pamětihodnosti
- Tvrziště Na Věžích ze čtrnáctého až patnáctého století[10]
- Mohylník nad Větrovem, archeologické stopy